# Homeognathia brevis
Homeognathia brevis är en kräftdjursart som först beskrevs av Farran 1908.  Homeognathia brevis ingår i släktet Homeognathia och familjen Lubbockiidae. Inga underarter finns listade i Catalogue of Life.